# Bierzglinek
Bierzglinek – wieś w Polsce położona w województwie wielkopolskim, w powiecie wrzesińskim, w gminie Września, przy trasie drogi wojewódzkiej nr 442, oraz przy autostradzie A2, która stanowi fragment drogi międzynarodowej E30.
Wieś graniczy bezpośrednio z Wrześnią i przekształca się w jej południowe przedmieście.
W latach 1975–1998 miejscowość administracyjnie należała do województwa poznańskiego.
We wsi znajduje się Sala Królestwa Świadków Jehowy.
Według danych na rok 2021 wieś liczyła 1458 mieszkańców.